# Manasi Parekh Gohil
Manasi Parekh Gohil (10 de julio de 1986) es una actriz y cantante india.

## Carrera
Gohil debutó como actriz en la serie televisiva Kitni Mast Hai Zindagi y se popularizó en la serie India Calling del canal STAR One. Como cantante, ganó el concurso de telerrealidad Star Ya Rockstar del canal Zee TV. 
Formó parte del elenco de la serie televisiva Gulaal del canal Star Plus y también participó en otros programas como Remote Control (de 9X) y SLaughter Ke Phatke de STAR One. 
Junto al actor Shiv Pandit, actuó en la película en tamil, Leelai, estrenada en abril del 2012, y en Leelai in the South. Actuó en Yeh Kaisi Life, película en hindi estrenada en el Festival de IFFI organizado en Goa. 
Como cantante clásica, Gohil participó en películas como Devdas, de Sanjay Leela Bhansali.

## Televisión
| Año     | Show                     | Personaje          | Notas                                            |
| 2010–11 | Gulaal                   | Gulaal             | serie de televisión, rol principal               |
| 2005–06 | India Calling            | Chandini           | serie de televisión, rol principal               |
| 2008    | Remote Control           | Bubbly             | serie de televisión                              |
| 2010    | Sapna Babul Ka...Bidaai  | Gulaal             | Cameo en el último episodio, bailando con Ragini |
| 2011    | Kuch Toh Log Kahenge     | Mandira            | Apareció en algunos episodios.                   |
| 2012    | ITC - Ashirvad Aata      | Manasi Parekh      | Publicidad comercial.                            |
| 2014    | Ishq kills - episodio 10 | asesina contratada | serie de televisión por Vikram Bhatt             |

### Películas
- 2012 Leelai como Karunai Malar